# Cantone di Puerto Quito
Il cantone di Puerto Quito è un cantone dell'Ecuador che si trova nella provincia del Pichincha.
Il capoluogo del cantone è Puerto Quito.